# Gibb River Airport
Gibb River Airport (IATA: GBV, ICAO: YGIB) is een klein vliegveld in Gibb River, Australië. Het vliegveld is vernoemd naar de naastgelegen rivier Gibb River. Het is niet mogelijk om hier met elk toestel te landen aangezien de startbaan onverhard is.